# Moviment Popular d'Ucraïna

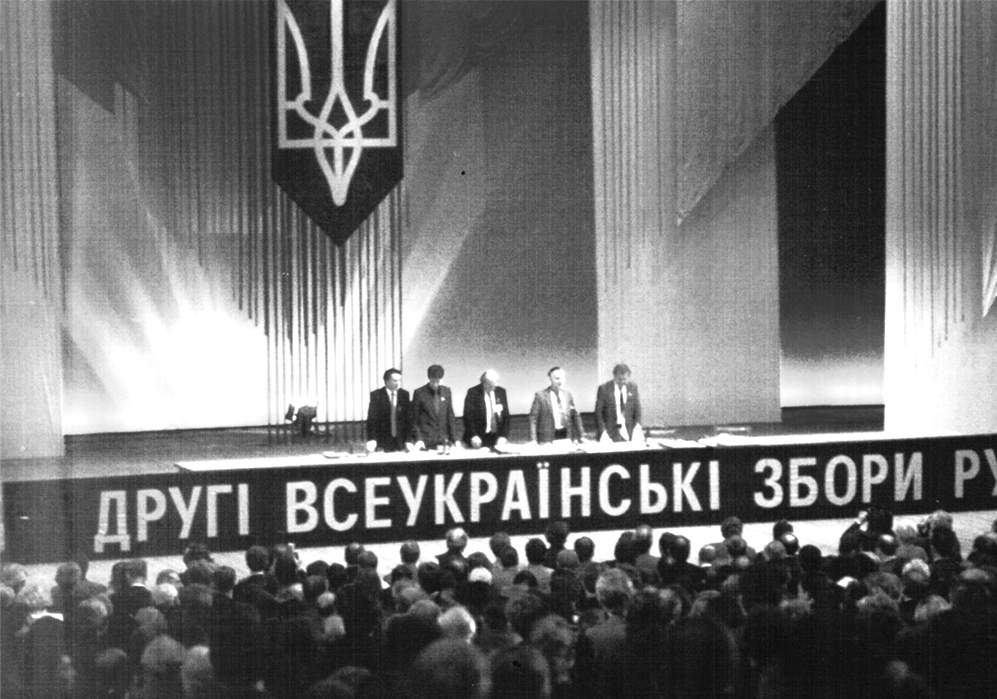
2n congrés del partit polític.

El Moviment Popular d'Ucraïna (ucraïnès Народний Рух України, Narodnyi Rukh Ukrajiny, NRU) és un partit polític d'Ucraïna. Fou fundat el 1989 aprofitant el moviment de glàsnost durant la perestroika engegada per Mikhaïl Gorbatxov. L'organització té les seves arrels en els dissidents d'Ucraïna, el més notable d'ells - Viatxeslav Txornovil. Al principi els objectius eren els moviments per donar suport a les reformes de Gorbatxov, i més tard el Moviment Popular d'Ucraïna va ser fonamental per a celebrar un referèndum sobre la independència de l'RSS d'Ucraïna. Durant la seva existència dins de la Unió Soviètica, els seus membres van ser amenaçats i intimidats. La major part dels seus votants i el suport els té a Ucraïna Occidental

## Resultats electorals
Després de les eleccions al Parlament d'Ucraïna de 1994 restà la segona força política del Parlament. A les eleccions al Parlament d'Ucraïna de 1998 el partit va rebre el 9% dels vots i 46 escons. A les eleccions al Parlament d'Ucraïna de 2002 el partit formà part del bloc de Víktor Iúsxenko La Nostra Ucraïna. En l'actualitat, Rukh forma part del Bloc la Nostra Ucraïna-Autodefensa Popular (abans anomenat Víktor Iúsxenko Bloc Nostra Ucraïna), on representa l'ala dretana de la coalició. El partit no s'ha de confondre amb un de nom similar, el Moviment del Poble d'Ucraïna, que és dirigit per Iuri Kostenko. A les eleccions al Parlament d'Ucraïna de 2006 va assegurar-se 13 escons al parlament dins la coalició Bloc la Nostra Ucraïna-Autodefensa Popular.